# Kogia sima
El cachalote enano (Kogia sima) es un cetáceo odontoceto perteneciente a la familia Kogiidae. Estos animales no son avistados con frecuencia y la mayor parte de la información que se conoce es resultado del estudio de ejemplares varados en las playas.

## Descripción
Es más pequeño que el cachalote pigmeo, alcanzando entre 2,1 y 2,7 m de longitud y aproximadamente 135 a 275 kg de peso. Tras una gestación de aproximadamente 9 meses, la única cría mide alrededor de 1 m de longitud, pesando 14 kg. La madurez sexual se alcanza hacia los 3 años para los machos y los 5 años en las hembras. Los adultos tienen la cabeza cuadrada y el espiráculo se encuentra ligeramente desviado a la izquierda. Su aleta dorsal está bien definida y destaca una marca en la parte posterior de los ojos, que asemeja las branquias de los peces. Se alimenta de pequeños peces y crustáceos. Al asustarse, puede expulsar una nube de líquido de color marrón rojizo, formado por agua, materia fecal y moco.

## Población y distribución
El cachalote enano prefiere las aguas profundas, pero más cerca a las costas que el cachalote pigmeo. Su hábitat favorito parece ser el límite de la plataforma continental. En el Atlántico, se ha observado al occidente en Virginia, Estados Unidos y al oriente en las costas de España, al sur, en el sudeste de Brasil y el cuerno de África. En el océano Índico, se han encontrado especímenes en la costa sur de Australia y otros sitios a lo largo de la costa norte del Índico desde Sudáfrica hasta Indonesia. En el Pacífico, el rango conocido, comprende las costas de Japón y de la Columbia Británica. No se han realizado estimados de la población global, un estudio estimó una población de 11 000 individuos solo en el Pacífico Oriental.
El 8 de diciembre del 2021 fue encontrado uno varado en las costas de Venezuela, específicamente en la playa Juan Machi en Caruao, la Guaira, Estado Vargas.